# Esperimento sull'intensità dell'idrogeno e sull'analisi in tempo reale
L'esperimento HIRAX ( Hydrogen Intensity and Real-time Analysis ) è un sistema interferometrico a matrice di 1.024 radiotelescopi da 6 metri (20 piedi ) di diametro, operanti a 400-800 MHz, che sarà costruito nel sito Square Kilometer Array, regione del Karoo, Sud Africa. L’array è stato progettato per misurare l'intensità di emissione sulla riga di 21 cm, (corrispondente all'idrogeno neutro), spostata verso il rosso su grandi scale angolari, al fine di mappare le oscillazioni acustiche barioniche e vincolare i modelli di energia oscura e materia oscura.
La collaborazione HIRAX è composta da oltre una dozzina di istituzioni, principalmente dal Sud Africa, dagli Stati Uniti e dal Canada. È finanziato dalla National Research Foundation of South Africa e dai partners.
L'array HIRAX prende il nome dall'hyrax, un mammifero locale.

## Obiettivi scientifici
La natura dell’energia oscura e della materia oscura sono tra i maggiori misteri irrisolti della cosmologia moderna.  È noto fin dalla fine degli anni '20 del Novecento, con la scoperta della legge di Hubble, che l'universo è in espansione, ma per gran parte del XX° secolo si è ipotizzato che si trattasse di un'espansione in fase di decelerazione, che facesse seguito ad un Big Bang impulsivo. Tuttavia, alla fine degli anni ’90 si scoprì che l’espansione dell’universo sta in realtà accelerando. L'energia oscura è la forma di energia ipotizzata, che causerebbe questa accelerazione; tuttavia si sa molto poco al riguardo, se non, che attualmente dovrebbe comprendere circa il 70% dell'energia dell'universo. Anche la materia oscura gioca un ruolo significativo nella crescita delle strutture cosmologiche. Si ritiene che essa sia una forma di materia che interagisce con la forza gravitazionale, ma non con quella elettromagnetica, e si suppone che costituisca circa il 25% dell'energia dell'Universo. Il restante 5% dell'energia dell'Universo è la cosiddetta materia barionica, quella che possiamo "vedere"; le stelle, il gas e la polvere, che compongono le galassie e gli ammassi di galassie.
HIRAX è progettato per misurare gli effetti dell'energia oscura e della materia oscura sulle dinamiche dell'universo, lungo un periodo di tempo di ca. 4 miliardi di anni, allo scopo di conoscere qualcosa di più sulla natura di questi due "enti fisici". Si pensa di raggiungere lo scopo osservando l’emissione lineare di 21 cm prodotta dall’idrogeno neutro, diffuso, caldo, proveniente da ammassi di galassie distanti, e dal mezzo intergalattico. Questo idrogeno neutro, in certo senso, mantiene memoria delle strutture su larga scala nell’universo, e quindi può essere utilizzato per mappare la struttura su larga scala dell’oscillazione acustica barionica (BAO) dell’Universo. I BAO hanno una dimensione comovente fissa, e agiscono quindi come un calibro standard, che ci aiuta a stabilire punti fissi nell'espansione dell'universo nel tempo; questo consentirà, ci si augura, di poter determinare la variazione di densità dell'energia oscura e della materia oscura. Se, ad esempio, l’energia oscura non fosse una costante cosmologica, come prevede la teoria cosmologica standard ΛCDM, tale teoria andrebbe profondamente rivista.
A causa dell'espansione dell'universo, la banda operativa 400-800 MHz dello strumento HIRAX corrisponde all'emissione di 21 cm spostata verso il rosso da {\displaystyle 0.8<z<2.5} (7-11 Bya (billions yeras ago), ovvero quando l'universo aveva tra 2,5 e 6,5 miliardi di anni). Questo intervallo racchiude il periodo in cui il modello cosmologico ΛCDM standard prevede che l’energia oscura cominci a influenzare la dinamica dell’universo, provocandone la transizione da un’espansione decelerata a un’espansione accelerata.
L'array HIRAX sorveglierà la maggior parte del cielo meridionale per mappare BAO, e sia il suo ampio campo visivo, che la vasta area di rilevamento, lo renderanno uno strumento molto potente per rilevare eventi radio transitori. In particolare, HIRAX sarà estremamente efficiente nel rilevare i lampi radio veloci (FRB) e le pulsar. Gli FRB sono lampi radio brevi (~1 ms ) e luminosi (~1 Jy ), le cui origini sono completamente sconosciute. Al 2021 ne erano stati registrati all'incirca 600, ma l'array HIRAX prevede di rilevare decine di FRB al giorno. Le pulsar sono stelle di neutroni in rapida rotazione, la quale fa sì che tali corpi celesti sembrino emettere impulsi a radiofrequenza con estrema regolarità. Misurazioni ancora più precise di tali frequenze potrebbero essere utilizzate per rilevare onde gravitazionali, poiché queste ultime distorcerebbero lo spazio attraverso cui viaggiano gli impulsi, e quindi i loro tempi di arrivo sulla Terra.
Il Canadian Hydrogen Intensity Mapping Experiment (CHIME) è un esperimento gemello di HIRAX. Ha obiettivi scientifici simili, ma osserva l'emisfero settentrionale e ha una sistematica strumentale diversa. Il Canadian Hydrogen Observatory and Radio-transient Detector (CHORD) è un radiotelescopio di prossima generazione, proposto per essere costruito al più presto. CHORD è un progetto pan-canadese, progettato per collaborare e sviluppare il successo di CHIME. Fungerà da esperimento gemello di HIRAX.  CHORD incorporerà le migliori innovazioni di CHIME insieme alla nuova tecnologia canadese. Piccoli cilindri derivati dal progetto CHIME e funzionanti tra 400 e 800 MHz verranno distribuiti in siti remoti di stabilizzatori e forniranno una localizzazione a livello di millesimo di secondo d'arco, dei "transienti" radio. I cilindri saranno integrati da array focalizzati di parabole composte da 6 metri, in ciascun sito, dotati di nuovi ricevitori a banda ultralarga (UWB), da 300 a 1500 MHz.
L'array HIRAX sarà composto da 1024 riflettori parabolici da 6 metri di diametro con un campo visivo di 5–10°. Le parabole non verranno guidate, ma saranno fisse, e spazzeranno il cielo mentre la Terra ruota. Ogni qualche mese verranno "alzati" manualmente in declinazione, per osservare una nuova striscia di cielo.
Le parabole sono estremamente profonde, con un numero f di 0,23, per proteggere i rivelatori da interferenze del terreno e delle antenne vicine. Le antenne sono state ottimizzate per avere una bassa perdita e un'elevata riflettività tra 400 e 800 MHz, cioè la banda di osservazione del radiotelescopio. Ogni parabola è accoppiata ad una singola antenna dipolo a trifoglio a doppia polarizzazione. Il segnale viene amplificato da una coppia di amplificatori a basso rumore (LNA) e trasmesso ad una struttura di calcolo centralizzata (il "back end") tramite collegamenti in fibra ottica.
Nella parte posteriore il segnale viene ulteriormente amplificato da catene di amplificatori analogici, quindi digitalizzato, e correlato con i segnali provenienti da tutte le altre parabole per produrre un'unica immagine coerente dall'intero array. Le operazioni di digitalizzazione e canalizzazione della frequenza verranno eseguite da schede FPGA ( field programmable gate array ) personalizzate, e la correlazione verrà eseguita su una rete di computer ad alte prestazioni basato su di una GPU progettata ad-hoc Questa operazione di correlazione è estremamente costosa dal punto di vista computazionale, ed è la ragione principale per cui array interferometrici così grandi non sono mai stati precedentemente messi in campo. Nel funzionamento full array (cioè con tutte le antenne funzionanti), HIRAX dovrà elaborare 6,5 Tb di dati al secondo, quantità paragonabile alla larghezza di banda Internet totale, per il continente africano. Questo problema è stato risolto grazie ai recenti progressi nel calcolo basato sulle GPU, e dalla spaziatura regolare tra gli elementi dell'array, che riduce la difficoltà computazionale da {\displaystyle O(n^{2})} a {\displaystyle O(n\log n)}, dove n è il numero di elementi dell'array.

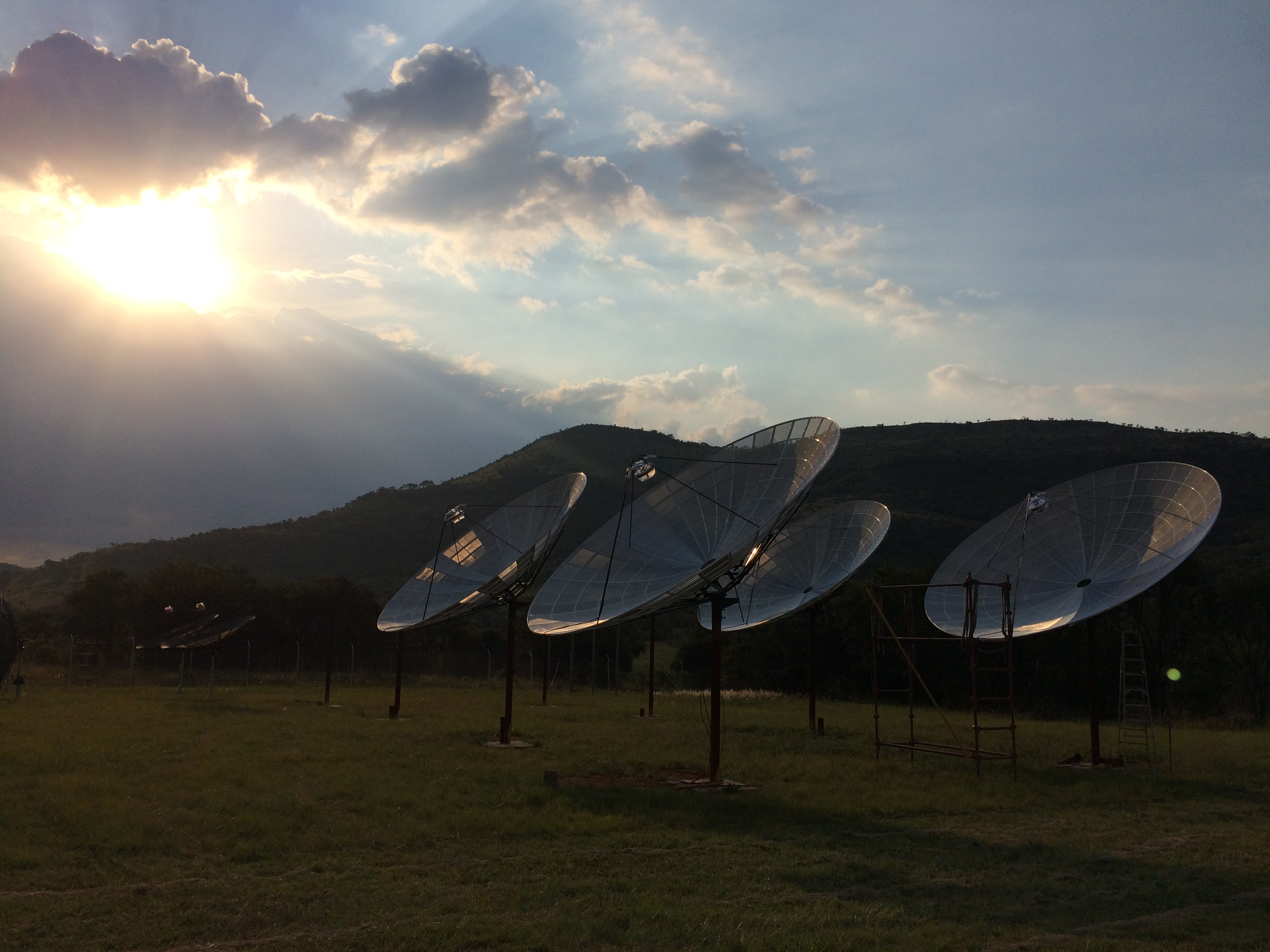
Il prototipo del sistema di telescopi HIRAX all'HartRAO nel 2017.

- Presso l'Osservatorio radioastronomico di Hartebeesthoek (HartRAO) il consorzio HIRAX ha già predisposto, nel 2017, un array prototipo di 8 elementi, che viene utilizzato come banco di prova per lo sviluppo di hardware e software. Esso è destinato al SARAO ( South African Radio Astronomy Observatory), nella regione del Karoo. L'ampliamento a 128 elementi dovrebbe iniziare nel 2024. L'array Pathfinder verrà quindi progressivamente espanso fino ai 1024 elementi previsti,  nel corso dei successivi tre anni.[1][9] L'array a 8 elementi HartRAO sarà incorporato nell'array completo come supporto a miglioramento della risoluzione, insieme a molti altri in tutta l'Africa meridionale. Questi stabilizzatori consentiranno ad HIRAX di localizzare gli FRB con precisione inferiore al secondo d’arco.[10]

L'Università di KwaZulu-Natal, il Dipartimento sudafricano di scienza e tecnologia e la Fondazione nazionale per la ricerca hanno annunciato il lancio ufficiale dell'esperimento HIRAX nell'agosto 2018.